# Padang Kedondong
Padang Kedondong is een bestuurslaag in het regentschap Kaur van de provincie Bengkulu, Indonesië. Padang Kedondong telt 466 inwoners (volkstelling 2010).